# Vaucouleurs (Yvelines)
La Vaucouleurs è un fiume francese, lungo 21,9 chilometri, affluente alla riva sinistra della Senna. Il suo bacino idrografico copre 8440 ha e interessa circa 30000 persone.

## Il corso della Vaucouleurs
La Vaucouleurs nasce nel territorio comunale di Boissets, a 120 metri di altitudine, ai confini del dipartimento di Yvelines e scorre in direzione nord bagnando i comuni di Civry-la-Forêt, Montchauvet, Courgent, Septeuil, Rosay, Villette, Vert, Auffreville-Brasseuil e Mantes-la-Ville, ove confluisce nella Senna, a 17 metri s.l.m., dopo aver attraversato la zona industriale.
La Vaucouleurs riceve le acque di due affluenti degni di nota: a Montchauvet, alla sua riva sinistra, il ru d'Houville  (10.2 km), e a Septeuil, alla sua riva destra, la Flexanville (11.1 km) che nasce nel comune omonimo, alimentato esso stesso da numerosi torrenti affluenti: il torrente del Moulin de l'Étang, il torrente delle Abbesses, il torrente della Péreuse, il torrente dell'Aunay e il torrente di Prunay.

## Idrologia
Nonostante la brevità del suo corso, la Vaucouleurs è soggetta a esondazioni dovute a temporali, seguite da rapido ritorno nell'alveo ordinario, che la fanno paragonare a un torrente di montagna, ma che sono suscettibili di causare inondazioni importanti nella parte bassa del suo corso fortemente urbanizzato. Le ultime inondazioni degne di nota si sono verificate nel marzo 1989, nel dicembre 2000 e nel marzo 2001. Sensori sono stati installati a monte a Septeuil e Courgent per dare l'allarme in caso di esondazione.

## Gestione

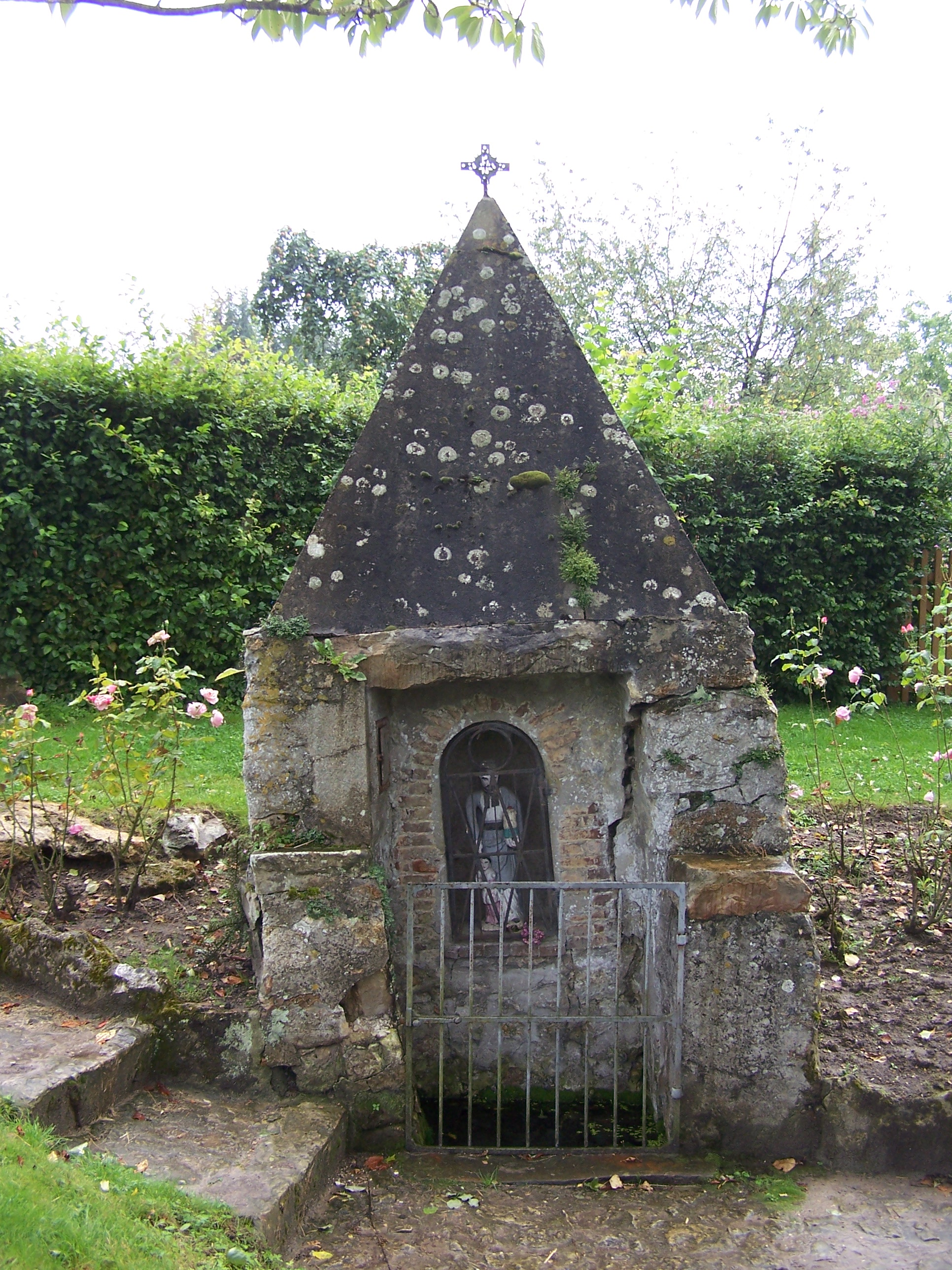
Oratorio di Sant'Oddone a Boissets

Il sindacato misto del fiume Vaucouleurs (SMRV) raggruppa i comuni di Auffreville-Brasseuil, Courgent, Mantes-la-Ville, Rosay, Septeuil, Vert, Villette, come il sindacato della Flexanville. Esso è stato creato nel 1980, con sede stabilita a Septeuil. Esso è in particolare incaricato della politica delle acque e dei lavori di manutenzione e gestione in vista di facilitare lo sfogo delle acque.
La rete idrografica gestita dallo SRMV comprende, oltre alla Vaucouleurs (da Courgent a Mantes-la-Ville), la Flexanville, il torrente d'Orgerus, quello dell'Aunay, quello di Prunay, quello di Pereuse e quello di Morand.

## Storia
La sorgente della Vaucouleurs, che si trova vicino all'abside della chiesa di Boissets, era considerata miracolosa ed era in passato mèta di pellegrinaggio nei periodi di siccità. Un oratorio a tetto piramidale, dedicato a sant'Oddone, secondo abate di Cluny, fu edificato sul luogo della sorgente nel Medioevo. Una nicchia sulla sorgente contiene una statua colorata del santo.
A partire da Brasseuil e fino alla Senna, il corso della Vaucouleurs è duplicato da un braccio artificiale lungo 7.5 km, il cui scavo, a una data ignota, viene attribuito a dei monaci. Esso fu soprannominato le Mauru, che sta per « Il cattivo torrente ru » e che oggi si chiama le Moru. Esso alimentava numerosi mulini, in gran parte scomparsi alla fine del XIX secolo. Uno dei rari ancora in attività è il mulino di Brasseuil.